# 植松練磨

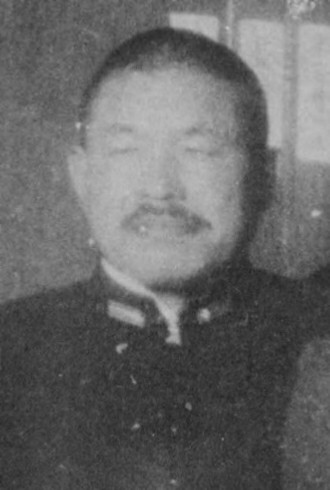

植松 練磨（うえまつ とうま、1883年4月30日 - 1948年8月22日）は、日本の海軍軍人、政治家。最終階級は海軍少将。衆議院議員。

## 経歴
福島県相馬郡鹿島町（現・福島県南相馬市）出身。安積中学を経て1905年11月、海軍兵学校（33期）を卒業し、1906年12月、海軍少尉任官。海軍大学校乙種、海軍水雷学校高等科を卒業。
第11艇隊・第9艇隊・第2艇隊の各艇長、水雷学校教官を経て、第2特務艦隊司令部付、「樫」駆逐艦長として第一次世界大戦に従軍。地中海で連合国艦船の護衛任務に従事した。帰国後横須賀鎮守府付、水雷学校特修科学生、「矢風」「駒橋」の各艦長、「浅間」副長、海兵教官などを歴任し、1925年12月、海軍大佐に進級した。
第2駆逐隊司令、「利根」艦長、第2遣外艦隊司令部付、水雷学校教頭、「妙高」艦長、軍令部出仕（海大講習員）などを経て、1931年12月、海軍少将に進級。
第2水雷戦隊司令官を務め、第3艦隊司令部付となったが、第一次上海事件では、上海陸戦隊指揮官、次いで上海海軍特別陸戦隊司令官として中国第十九路軍と激戦を繰り広げた。海軍潜水学校長、軍令部出仕を経て、1934年3月、予備役に編入された。
1942年４月の第21回衆議院議員総選挙（いわゆる翼賛選挙）で翼賛政治体制協議会の推薦を受けて当選。同年5月から1945年12月まで衆議院議員を務めた。
戦後は公職追放を経て、その後は出身地に所在する真野古墳群の発掘調査に協力した。

## 栄典
- 1907年（明治40年）2月12日 - 正八位[3]
- 1934年（昭和9年）4月17日 - 従四位[4]